# Dirk van der Wardt
Dit overzicht is mogelijk incompleet; u kunt helpen door het uit te breiden.
Dirk van der Wardt (Krommenie, 1806 - aldaar, 2 april 1866) was een Nederlandse burgemeester.
Van der Wardt was een zoon van Pieter van der Wart en Siltje Duijt. Hij huwde op 20 juni 1830 te Krommenie met Lijsbeth Alberti. Van der Wardt, van origine notaris, werd bij K.B. van 20 april 1836 benoemd tot burgemeester. Hij werd hierme de opvolger van zijn schoonvader Johannes Christiaan Alberti, de eerste burgemeester van Krommenie. Van der Wardt werd op eigen verzoek bij K.B. van 19 januari 1850 ontslagen als burgemeester.